# Lövsalsfåglar
Lövsalsfåglar (Ptilonorhynchidae) är en familj av ordningen tättingar. Familjen består av 20 arter i åtta släkten med utbredning på Nya Guinea och i Australien:
- Sericulus – fyra arter
- Ptilonorhynchus – satänglövsalsfågel
- Chlamydera – fem arter
- Ailuroedus – sex arter kattfåglar
- Scenopoeetes – tandlövsalsfågel
- Prionodura – gyllenlövsalsfågel
- Amblyornis – fyra fem arter
- Archboldia – gulkronad lövsalsfågel